# Tinea peristilpna
Tinea peristilpna är en fjärilsart som beskrevs av Turner 1926. Tinea peristilpna ingår i släktet Tinea och familjen äkta malar. Inga underarter finns listade i Catalogue of Life.